# Wildwind Glacier
Der Wildwind Glacier ist ein 5 km breiter Gletscher im ostantarktischen Viktorialand. In der Convoy Range fließt von den Staten Island Heights und dem Gebiet um Mount Razorback in südlicher Richtung zum Alatna Valley.
Eine Mannschaft des New Zealand Antarctic Research Programme, die zwischen 1989 und 1990 in diesem Gebiet tätig war, nahm die Benennung vor. Namensgebend sind die hier auftretenden starken und andauernden Winde, die an den Eiskliffs an der Mündung des Gletschers tiefe Rillen hinterlassen.